# Gai
Gai megszűnt település Ausztriában, Stájerország tartományban, a Leobeni járásban, 2013. január 1-től Trofaiach község része.

## Elhelyezkedése
Tengerszint feletti magassága 660 méter, területe 3,48 km². Lakosainak száma 1791 fő (2007).